# Mozilla VPN
Mozilla VPN — це розширення, з відкритим сирцевим кодом, віртуальної приватної мережі для веб-браузера, настільна програма та мобільна програма, розроблене компанією Mozilla. Він був запущений у бета-версії як приватна мережа Firefox 10 вересня 2019 року і офіційно запущений 15 липня 2020 року як Mozilla VPN.

## Функціональність
Mozilla VPN — це віртуальна приватна мережа (VPN), яка маскує IP-адресу користувача, приховує дані про місцезнаходження від веб-сайтів, які відвідує користувач, і шифрує всю мережеву активність. Безкоштовна версія з обмеженим місячним використанням доступна як розширення для веб-переглядача Firefox, а платна версія для всіх видів діяльності пристрою доступна в мобільних операційних системах iOS і Android і настільних операційних системах Microsoft Windows, macOS і Linux. Платна версія Private Network використовує шведський сервіс Mullvad VPN, який використовує стандарт WireGuard VPN, а безкоштовна версія використовує американський сервіс Cloudflare. Він також поставляється з користувацькими DNS-серверами та Multi-hop.

## Історія

Доступність користування Mozilla VPN у світі

Безкоштовна бета-версія розширення для веб-браузера Firefox Private Network з обмеженим використанням була випущена 10 вересня 2019 року в рамках перезапуску пілотної програми Mozilla, програми, яка дозволила користувачам Firefox тестувати експериментальні нові функції, які були закриті в січні 2019 року Бета-версія автономної віртуальної приватної мережі на основі підписки для Android, Microsoft Windows і Chromebook була запущена 19 лютого 2020 року, а незабаром вийшла версія для iOS.
18 червня 2020 року приватна мережа Firefox була перейменована на «Mozilla VPN», а 15 липня 2020 року її офіційно запустили як Mozilla VPN. На момент запуску Mozilla VPN була доступна в шести країнах світу (США, Канада, Велика Британія, Сінгапур, Малайзія та Нова Зеландія) для Windows 10, Android та iOS (бета). Як і планувалося, сервіс також був запущений у Німеччині та Франції у квітні 2021 року.
У серпні 2020 року фірма з кібербезпеки Cure53 провела аудит безпеки Mozilla VPN і виявила кілька вразливостей, включаючи одну критичну.:2 У березні 2021 року Cure53 провів другий аудит безпеки, який відзначив значні покращення після аудиту 2020 року. Другий аудит виявив декілька проблем, у тому числі дві вразливості середнього рівня та одну уразливість високого рівня, але прийшов до висновку, що на момент публікації лише одна вразливість залишилася невирішеною, і що для її використання знадобиться «сильна, фінансована державою модель зловмисника»:21. Mozilla розкрила більшість уразливостей у липні 2021 року і опублікувала повний звіт Cure53 у серпні 2021 року.